# جوزيف إتش. بال
جوزيف إتش. بال هو منفذ ‏ وصحفي وسياسي أمريكي، ولد في 3 نوفمبر 1905 في كروكستون في الولايات المتحدة، وتوفي في 18 ديسمبر 1993 في تشيفي تشايس ‏ في الولايات المتحدة. نشط حزبياً في الحزب الجمهوري.

## مناصب
- انتخب عضو مجلس الشيوخ الأمريكي [الإنجليزية]‏ عن دائرة مقعد مجلس الشيوخ لمينيسوتا من الفئة الثانية ‏ وقد انضم خلال فترته النيابية [الإنجليزية]‏ (3 يناير 1947 – 3 يناير 1949) للكتلة البرلمانية الحزب الجمهوري.
- انتخب عضو مجلس الشيوخ الأمريكي [الإنجليزية]‏ عن دائرة مقعد مجلس الشيوخ لمينيسوتا من الفئة الثانية ‏ وقد انضم خلال فترته النيابية [الإنجليزية]‏ (3 يناير 1945 – 3 يناير 1947) للكتلة البرلمانية الحزب الجمهوري.
- انتخب عضو مجلس الشيوخ الأمريكي [الإنجليزية]‏ عن دائرة مقعد مجلس الشيوخ لمينيسوتا من الفئة الثانية ‏ وقد انضم خلال فترته النيابية [الإنجليزية]‏ (3 يناير 1943 – 3 يناير 1945) للكتلة البرلمانية الحزب الجمهوري.
- انتخب عضو مجلس الشيوخ الأمريكي [الإنجليزية]‏ عن دائرة مقعد مجلس الشيوخ لمينيسوتا من الفئة الثانية ‏ وقد انضم خلال فترته النيابية [الإنجليزية]‏ (3 يناير 1941 – 17 نوفمبر 1942) للكتلة البرلمانية الحزب الجمهوري.
- انتخب عضو مجلس الشيوخ الأمريكي [الإنجليزية]‏ عن دائرة مقعد مجلس الشيوخ لمينيسوتا من الفئة الثانية ‏ وقد انضم خلال فترته النيابية [الإنجليزية]‏ (14 أكتوبر 1940 – 3 يناير 1941) للكتلة البرلمانية الحزب الجمهوري.
- انتخب عضو مجلس الشيوخ الأمريكي [الإنجليزية]‏ (3 يناير 1943 – 3 يناير 1949).
- انتخب عضو مجلس الشيوخ الأمريكي [الإنجليزية]‏ (14 أكتوبر 1940 – 17 نوفمبر 1942).